# Cixius mahungui
Cixius mahungui är en insektsart som beskrevs av Van Stalle 1988. Cixius mahungui ingår i släktet Cixius och familjen kilstritar. Inga underarter finns listade i Catalogue of Life.